# 库普弗采尔
库普弗采尔（德語：Kupferzell，發音：[ˈkʊpfɐtsɛl]）是德国巴登-符腾堡州斯图加特行政区霍恩洛厄县的市镇，面积54.28平方千米，2023年12月31日人口为6,570人。